# يولاندا غارسيا سيرانو
يولاندا غارسيا سيرانو (بالإسبانية: Yolanda García Serrano) هي كاتِبة وكاتبة سيناريو وكاتبة مسرحية ومخرجة إسبانية، ولدت في 1958 في مدريد في إسبانيا.

## وصلات خارجية
- يولاندا غارسيا سيرانو على موقع IMDb (الإنجليزية)
- يولاندا غارسيا سيرانو على موقع قاعدة بيانات الفيلم (الإنجليزية)